# Eleições parlamentares europeias de 2019 no distrito de Beja
| Eleições parlamentares europeias de 2019 Distritos: Aveiro \| Beja \| Braga \| Bragança \| Castelo Branco \| Coimbra \| Évora \| Faro \| Guarda \| Leiria \| Lisboa \| Portalegre \| Porto \| Santarém \| Setúbal \| Viana do Castelo \| Vila Real \| Viseu \| Açores \| Madeira \| Estrangeiro |

## Resultados por concelho
Os resultados nos concelhos do Distrito de Beja foram os seguintes:

### Aljustrel
| Partido                 | Partido                                         | Votos | %               | +/-  |
| ----------------------- | ----------------------------------------------- | ----- | --------------- | ---- |
|                         | Partido Socialista                              | 1 144 | 38,73 / 100,00  | 1,17 |
|                         | Coligação Democrática Unitária                  | 1 054 | 35,68 / 100,00  | 8,73 |
|                         | Bloco de Esquerda                               | 191   | 6,47 / 100,00   | 3,24 |
|                         | Partido Social Democrata                        | 112   | 3,79 / 100,00   | -    |
|                         | Partido Comunista dos Trabalhadores Portugueses | 68    | 2,30 / 100,00   | 0,71 |
|                         | Pessoas–Animais–Natureza                        | 67    | 2,27 / 100,00   | 1,60 |
|                         | Basta!                                          | 45    | 1,52 / 100,00   | 0,98 |
|                         | CDS – Partido Popular                           | 38    | 1,29 / 100,00   | -    |
|                         | Outros (com menos de 1,00%)                     | 98    | 3,28 / 100,00   |      |
| Votos Inválidos         | Votos Inválidos                                 | 137   | 4,64 / 100,00   | 0,77 |
| Total                   | Total                                           | 2 954 | 100,00 / 100,00 |      |
| Eleitorado/Participação | Eleitorado/Participação                         | 8 169 | 36,16 / 100,00  | 9,20 |

| Freguesia                  | %     | %     | %    | %    | %    | %    | %    | %    | Votantes |
| Freguesia                  | PS    | CDU   | BE   | PSD  | PCTP | PAN  | B!   | CDS  | Votantes |
| -------------------------- | ----- | ----- | ---- | ---- | ---- | ---- | ---- | ---- | -------- |
| Aljustrel e Rio de Moinhos | 34,61 | 38,76 | 7,38 | 3,34 | 1,86 | 3,06 | 1,53 | 1,42 | 1 829    |
| Ervidel                    | 38,05 | 38,36 | 4,09 | 5,03 | 3,46 | 1,26 | 1,26 | 0,31 | 318      |
| Messejana                  | 42,49 | 31,87 | 6,59 | 3,66 | 3,30 | 1,10 | 1,47 | 1,10 | 273      |
| São João de Negrilhos      | 51,31 | 25,47 | 4,68 | 4,68 | 2,62 | 0,75 | 1,69 | 1,50 | 534      |
| Aljustrel                  | 38,73 | 35,68 | 6,47 | 3,79 | 2,30 | 2,27 | 1,52 | 1,29 | 2 954    |

### Almodôvar
| Partido                 | Partido                                         | Votos | %               | +/-  |
| ----------------------- | ----------------------------------------------- | ----- | --------------- | ---- |
|                         | Partido Socialista                              | 878   | 49,05 / 100,00  | 1,79 |
|                         | Partido Social Democrata                        | 227   | 12,68 / 100,00  | -    |
|                         | Bloco de Esquerda                               | 192   | 10,73 / 100,00  | 6,89 |
|                         | Coligação Democrática Unitária                  | 152   | 8,49 / 100,00   | 8,43 |
|                         | CDS – Partido Popular                           | 67    | 3,74 / 100,00   | -    |
|                         | Pessoas–Animais–Natureza                        | 64    | 3,58 / 100,00   | 1,80 |
|                         | Basta!                                          | 25    | 1,40 / 100,00   | 0,79 |
|                         | Partido Comunista dos Trabalhadores Portugueses | 24    | 1,34 / 100,00   | 1,47 |
|                         | Outros (com menos de 1,00%)                     | 50    | 2,79 / 100,00   |      |
| Votos Inválidos         | Votos Inválidos                                 | 111   | 6,20 / 100,00   | 0,53 |
| Total                   | Total                                           | 1 790 | 100,00 / 100,00 |      |
| Eleitorado/Participação | Eleitorado/Participação                         | 6 253 | 28,63 / 100,00  | 2,84 |

| Freguesia                        | %     | %     | %     | %     | %    | %    | %    | %    | Votantes |
| Freguesia                        | PS    | PSD   | BE    | CDU   | CDS  | PAN  | B!   | PCTP | Votantes |
| -------------------------------- | ----- | ----- | ----- | ----- | ---- | ---- | ---- | ---- | -------- |
| Aldeia dos Fernandes             | 57,59 | 7,59  | 8,23  | 12,03 | 3,16 | 1,27 | 3,16 | 2,53 | 158      |
| Almodôvar                        | 44,88 | 13,41 | 13,20 | 7,71  | 4,44 | 4,44 | 1,06 | 1,16 | 947      |
| Rosário                          | 44,87 | 11,54 | 14,74 | 11,54 | 1,92 | 1,92 | 1,28 | 2,56 | 156      |
| Santa Clara-a-Nova e Gomes Aires | 53,54 | 12,39 | 7,52  | 7,52  | 3,98 | 2,21 | 0    | 0,44 | 226      |
| Santa Cruz                       | 53,37 | 7,98  | 6,13  | 11,04 | 3,68 | 6,13 | 3,07 | 1,23 | 163      |
| São Barnabé                      | 60,00 | 20,71 | 2,86  | 5,00  | 1,43 | 1,43 | 2,14 | 1,43 | 140      |
| Almodôvar                        | 49,05 | 12,68 | 10,73 | 8,49  | 3,74 | 3,58 | 1,40 | 1,34 | 1 790    |

### Alvito
| Partido                 | Partido                                         | Votos | %               | +/-  |
| ----------------------- | ----------------------------------------------- | ----- | --------------- | ---- |
|                         | Partido Socialista                              | 210   | 33,39 / 100,00  | 2,08 |
|                         | Coligação Democrática Unitária                  | 146   | 23,21 / 100,00  | 9,31 |
|                         | Partido Social Democrata                        | 75    | 11,92 / 100,00  | -    |
|                         | Bloco de Esquerda                               | 61    | 9,70 / 100,00   | 6,46 |
|                         | CDS – Partido Popular                           | 21    | 3,34 / 100,00   | -    |
|                         | Basta!                                          | 16    | 2,54 / 100,00   | 2,01 |
|                         | Partido Comunista dos Trabalhadores Portugueses | 13    | 2,07 / 100,00   | 0,36 |
|                         | LIVRE                                           | 11    | 1,75 / 100,00   | 0,40 |
|                         | Pessoas–Animais–Natureza                        | 9     | 1,43 / 100,00   | 0,35 |
|                         | Iniciativa Liberal                              | 7     | 1,11 / 100,00   | Novo |
|                         | Outros (com menos de 1,00%)                     | 22    | 3,50 / 100,00   |      |
| Votos Inválidos         | Votos Inválidos                                 | 38    | 6,04 / 100,00   | 0,03 |
| Total                   | Total                                           | 629   | 100,00 / 100,00 |      |
| Eleitorado/Participação | Eleitorado/Participação                         | 1 914 | 32,86 / 100,00  | 4,38 |

| Freguesia            | %     | %     | %     | %     | %    | %    | %    | %    | %    | %    | Votantes |
| Freguesia            | PS    | CDU   | PSD   | BE    | CDS  | B!   | PCTP | L    | PAN  | IL   | Votantes |
| -------------------- | ----- | ----- | ----- | ----- | ---- | ---- | ---- | ---- | ---- | ---- | -------- |
| Alvito               | 22,22 | 26,98 | 15,56 | 11,11 | 4,13 | 2,86 | 1,90 | 1,90 | 1,59 | 0,63 | 315      |
| Vila Nova da Baronia | 44,59 | 19,43 | 8,28  | 8,28  | 2,55 | 2,23 | 2,23 | 1,59 | 1,27 | 1,59 | 314      |
| Alvito               | 33,39 | 23,21 | 11,92 | 9,70  | 3,34 | 2,54 | 2,07 | 1,75 | 1,43 | 1,11 | 629      |

### Barrancos
| Partido                 | Partido                                         | Votos | %               | +/-   |
| ----------------------- | ----------------------------------------------- | ----- | --------------- | ----- |
|                         | Partido Socialista                              | 149   | 41,85 / 100,00  | 7,07  |
|                         | Coligação Democrática Unitária                  | 63    | 17,70 / 100,00  | 15,63 |
|                         | Partido Social Democrata                        | 35    | 9,83 / 100,00   | -     |
|                         | Bloco de Esquerda                               | 29    | 8,15 / 100,00   | 6,70  |
|                         | CDS – Partido Popular                           | 20    | 5,62 / 100,00   | -     |
|                         | Basta!                                          | 14    | 3,93 / 100,00   | 3,69  |
|                         | Partido Comunista dos Trabalhadores Portugueses | 7     | 1,97 / 100,00   | 0,45  |
|                         | Aliança                                         | 4     | 1,12 / 100,00   | Novo  |
|                         | Outros (com menos de 1,00%)                     | 6     | 1,68 / 100,00   |       |
| Votos Inválidos         | Votos Inválidos                                 | 29    | 8,15 / 100,00   | 2,11  |
| Total                   | Total                                           | 356   | 100,00 / 100,00 |       |
| Eleitorado/Participação | Eleitorado/Participação                         | 1 325 | 26,87 / 100,00  | 2,28  |

| Freguesia | %     | %     | %    | %    | %    | %    | %    | %    | Votantes |
| Freguesia | PS    | CDU   | PSD  | BE   | CDS  | B!   | PCTP | A    | Votantes |
| --------- | ----- | ----- | ---- | ---- | ---- | ---- | ---- | ---- | -------- |
| Barrancos | 41,85 | 17,70 | 9,83 | 8,15 | 5,62 | 3,93 | 1,97 | 1,12 | 356      |
| Barrancos | 41,85 | 17,70 | 9,83 | 8,15 | 5,62 | 3,93 | 1,97 | 1,12 | 356      |

### Beja
| Partido                 | Partido                                         | Votos  | %               | +/-   |
| ----------------------- | ----------------------------------------------- | ------ | --------------- | ----- |
|                         | Partido Socialista                              | 3 098  | 31,02 / 100,00  | 0,18  |
|                         | Coligação Democrática Unitária                  | 2 451  | 24,54 / 100,00  | 10,63 |
|                         | Bloco de Esquerda                               | 1 073  | 10,74 / 100,00  | 6,41  |
|                         | Partido Social Democrata                        | 1 023  | 10,24 / 100,00  | -     |
|                         | CDS – Partido Popular                           | 495    | 4,96 / 100,00   | -     |
|                         | Pessoas–Animais–Natureza                        | 342    | 3,42 / 100,00   | 2,37  |
|                         | Basta!                                          | 228    | 2,28 / 100,00   | 1,85  |
|                         | Partido Comunista dos Trabalhadores Portugueses | 186    | 1,86 / 100,00   | 0,53  |
|                         | Aliança                                         | 165    | 1,65 / 100,00   | Novo  |
|                         | LIVRE                                           | 133    | 1,33 / 100,00   | 0,11  |
|                         | Outros (com menos de 1,00%)                     | 220    | 2,20 / 100,00   |       |
| Votos Inválidos         | Votos Inválidos                                 | 573    | 5,73 / 100,00   | 0,31  |
| Total                   | Total                                           | 9 987  | 100,00 / 100,00 |       |
| Eleitorado/Participação | Eleitorado/Participação                         | 29 115 | 34,30 / 100,00  | 2,67  |

| Freguesia                                | %     | %     | %     | %     | %    | %    | %    | %    | %    | %    | Votantes |
| Freguesia                                | PS    | CDU   | BE    | PSD   | CDS  | PAN  | B!   | PCTP | A    | L    | Votantes |
| ---------------------------------------- | ----- | ----- | ----- | ----- | ---- | ---- | ---- | ---- | ---- | ---- | -------- |
| Albernoa e Trindade                      | 33,33 | 39,65 | 3,86  | 6,32  | 1,40 | 1,40 | 1,05 | 3,51 | 2,81 | 0    | 285      |
| Baleizão                                 | 23,89 | 52,56 | 9,90  | 3,41  | 0,68 | 1,37 | 0,34 | 2,73 | 0,34 | 0,68 | 293      |
| Beja (Salvador e Santa Maria da Feira)   | 29,27 | 20,33 | 13,00 | 10,90 | 4,62 | 4,36 | 3,23 | 0,94 | 2,03 | 2,25 | 2 661    |
| Beja (Santiago Maior e São João Batista) | 28,08 | 19,19 | 11,91 | 14,09 | 7,30 | 4,23 | 2,27 | 1,39 | 1,73 | 1,32 | 4 231    |
| Beringel                                 | 36,97 | 29,53 | 5,96  | 8,68  | 4,22 | 1,49 | 0,50 | 1,99 | 1,49 | 0,99 | 403      |
| Cabeça Gorda                             | 40,65 | 36,16 | 5,74  | 2,24  | 1,25 | 1,50 | 2,49 | 3,24 | 1,50 | 0,75 | 401      |
| Nossa Senhora das Neves                  | 37,42 | 32,04 | 9,89  | 4,30  | 1,29 | 1,51 | 1,72 | 4,30 | 0,65 | 0,22 | 465      |
| Salvada e Quintos                        | 33,75 | 39,45 | 3,97  | 4,22  | 2,98 | 1,24 | 0,99 | 3,47 | 1,49 | 1,49 | 403      |
| Santa Clara de Louredo                   | 38,66 | 40,34 | 3,36  | 3,78  | 1,26 | 2,10 | 1,68 | 2,10 | 2,10 | 0    | 238      |
| Santa Vitória e Mombeja                  | 39,60 | 31,35 | 9,24  | 2,64  | 1,32 | 1,65 | 2,31 | 6,27 | 0,66 | 0,33 | 303      |
| São Matias                               | 47,45 | 18,98 | 14,60 | 3,65  | 2,92 | 2,92 | 1,46 | 2,19 | 0,73 | 0    | 137      |
| Trigaches e São Brissos                  | 40,12 | 25,15 | 10,78 | 3,59  | 3,59 | 0,60 | 2,99 | 1,20 | 0    | 0    | 167      |
| Beja                                     | 31,02 | 24,54 | 10,74 | 10,24 | 4,96 | 3,42 | 2,28 | 1,86 | 1,65 | 1,33 | 9 987    |

### Castro Verde
| Partido                 | Partido                                         | Votos | %               | +/-   |
| ----------------------- | ----------------------------------------------- | ----- | --------------- | ----- |
|                         | Partido Socialista                              | 744   | 36,45 / 100,00  | 5,80  |
|                         | Coligação Democrática Unitária                  | 587   | 28,76 / 100,00  | 13,07 |
|                         | Bloco de Esquerda                               | 240   | 11,76 / 100,00  | 7,13  |
|                         | Partido Social Democrata                        | 128   | 6,27 / 100,00   | -     |
|                         | CDS – Partido Popular                           | 64    | 3,14 / 100,00   | -     |
|                         | Pessoas–Animais–Natureza                        | 64    | 3,14 / 100,00   | 2,03  |
|                         | Partido Comunista dos Trabalhadores Portugueses | 39    | 1,91 / 100,00   | 0,88  |
|                         | Basta!                                          | 25    | 1,22 / 100,00   | 0,62  |
|                         | Outros (com menos de 1,00%)                     | 66    | 3,24 / 100,00   |       |
| Votos Inválidos         | Votos Inválidos                                 | 84    | 4,12 / 100,00   | 0,51  |
| Total                   | Total                                           | 2 041 | 100,00 / 100,00 |       |
| Eleitorado/Participação | Eleitorado/Participação                         | 6 147 | 33,20 / 100,00  | 2,68  |

| Freguesia                | %     | %     | %     | %    | %    | %    | %    | %    | Votantes |
| Freguesia                | PS    | CDU   | BE    | PSD  | CDS  | PAN  | PCTP | B!   | Votantes |
| ------------------------ | ----- | ----- | ----- | ---- | ---- | ---- | ---- | ---- | -------- |
| Castro Verde e Casével   | 34,90 | 24,20 | 14,83 | 7,41 | 3,64 | 3,92 | 1,61 | 1,40 | 1 430    |
| Entradas                 | 29,82 | 44,95 | 3,67  | 5,96 | 3,21 | 0,92 | 3,21 | 1,83 | 218      |
| Santa Bárbara de Padrões | 46,86 | 34,65 | 5,28  | 2,64 | 0,66 | 1,98 | 2,64 | 0    | 303      |
| São Marcos da Ataboeira  | 42,22 | 42,22 | 4,44  | 1,11 | 3,33 | 0    | 1,11 | 1,11 | 90       |
| Castro Verde             | 36,45 | 28,76 | 11,76 | 6,27 | 3,14 | 3,14 | 1,91 | 1,22 | 2 041    |

### Cuba
| Partido                 | Partido                                         | Votos | %               | +/-   |
| ----------------------- | ----------------------------------------------- | ----- | --------------- | ----- |
|                         | Partido Socialista                              | 492   | 36,04 / 100,00  | 3,89  |
|                         | Coligação Democrática Unitária                  | 472   | 34,58 / 100,00  | 11,47 |
|                         | Partido Social Democrata                        | 83    | 6,08 / 100,00   | -     |
|                         | Bloco de Esquerda                               | 66    | 4,84 / 100,00   | 3,36  |
|                         | Pessoas–Animais–Natureza                        | 41    | 3,00 / 100,00   | 1,97  |
|                         | CDS – Partido Popular                           | 38    | 2,78 / 100,00   | -     |
|                         | Partido Comunista dos Trabalhadores Portugueses | 34    | 2,49 / 100,00   | 0,08  |
|                         | Basta!                                          | 29    | 2,12 / 100,00   | 1,74  |
|                         | LIVRE                                           | 15    | 1,10 / 100,00   | 0,12  |
|                         | Outros (com menos de 1,00%)                     | 29    | 2,13 / 100,00   |       |
| Votos Inválidos         | Votos Inválidos                                 | 66    | 4,84 / 100,00   | 0,30  |
| Total                   | Total                                           | 1 365 | 100,00 / 100,00 |       |
| Eleitorado/Participação | Eleitorado/Participação                         | 3 780 | 36,11 / 100,00  | 3,34  |

| Freguesia        | %     | %     | %     | %    | %    | %    | %    | %    | %    | Votantes |
| Freguesia        | PS    | CDU   | PSD   | BE   | PAN  | CDS  | PCTP | B!   | L    | Votantes |
| ---------------- | ----- | ----- | ----- | ---- | ---- | ---- | ---- | ---- | ---- | -------- |
| Cuba             | 34,75 | 33,37 | 6,54  | 5,50 | 3,78 | 3,56 | 1,95 | 2,18 | 1,49 | 872      |
| Faro do Alentejo | 41,21 | 42,86 | 1,65  | 1,10 | 0,55 | 1,65 | 2,75 | 3,30 | 0    | 182      |
| Vila Alva        | 36,99 | 29,45 | 10,27 | 4,79 | 2,05 | 1,37 | 4,11 | 2,05 | 0,68 | 146      |
| Vila Ruiva       | 36,36 | 36,36 | 4,85  | 5,45 | 2,42 | 1,21 | 3,64 | 0,61 | 0,61 | 165      |
| Cuba             | 36,04 | 34,58 | 6,08  | 4,84 | 3,00 | 2,78 | 2,49 | 2,12 | 1,10 | 1 365    |

### Ferreira do Alentejo
| Partido                 | Partido                                         | Votos | %               | +/-  |
| ----------------------- | ----------------------------------------------- | ----- | --------------- | ---- |
|                         | Partido Socialista                              | 980   | 45,06 / 100,00  | 1,65 |
|                         | Coligação Democrática Unitária                  | 474   | 21,79 / 100,00  | 9,84 |
|                         | Bloco de Esquerda                               | 174   | 8,00 / 100,00   | 5,06 |
|                         | Partido Social Democrata                        | 131   | 6,02 / 100,00   | -    |
|                         | Pessoas–Animais–Natureza                        | 76    | 3,49 / 100,00   | 2,16 |
|                         | CDS – Partido Popular                           | 74    | 3,40 / 100,00   | -    |
|                         | Partido Comunista dos Trabalhadores Portugueses | 48    | 2,21 / 100,00   | 0,12 |
|                         | Basta!                                          | 32    | 1,47 / 100,00   | 1,21 |
|                         | LIVRE                                           | 23    | 1,06 / 100,00   | 0,05 |
|                         | Outros (com menos de 1,00%)                     | 53    | 2,44 / 100,00   |      |
| Votos Inválidos         | Votos Inválidos                                 | 110   | 5,06 / 100,00   | 1,72 |
| Total                   | Total                                           | 2 175 | 100,00 / 100,00 |      |
| Eleitorado/Participação | Eleitorado/Participação                         | 6 591 | 33,00 / 100,00  | 6,08 |

| Freguesia               | %     | %     | %    | %    | %    | %    | %    | %    | %    | Votantes |
| Freguesia               | PS    | CDU   | BE   | PSD  | PAN  | CDS  | PCTP | B!   | L    | Votantes |
| ----------------------- | ----- | ----- | ---- | ---- | ---- | ---- | ---- | ---- | ---- | -------- |
| Alfundão e Peroguarda   | 58,36 | 14,20 | 8,20 | 3,15 | 2,21 | 3,79 | 1,58 | 2,52 | 0,32 | 317      |
| Ferreira do Alentejo    | 38,30 | 23,55 | 8,96 | 7,93 | 3,89 | 3,73 | 2,22 | 1,35 | 1,43 | 1 261    |
| Figueira dos Cavaleiros | 49,77 | 27,03 | 6,08 | 3,15 | 3,83 | 2,03 | 2,93 | 0,90 | 0,23 | 444      |
| Odivelas                | 59,48 | 7,84  | 5,23 | 4,58 | 1,96 | 3,92 | 1,31 | 1,96 | 1,96 | 153      |
| Ferreira do Alentejo    | 45,06 | 21,79 | 8,00 | 6,02 | 3,49 | 3,40 | 2,21 | 1,47 | 1,06 | 2 175    |

### Mértola
| Partido                 | Partido                                         | Votos | %               | +/-   |
| ----------------------- | ----------------------------------------------- | ----- | --------------- | ----- |
|                         | Partido Socialista                              | 903   | 42,76 / 100,00  | 5,58  |
|                         | Coligação Democrática Unitária                  | 603   | 28,55 / 100,00  | 10,26 |
|                         | Bloco de Esquerda                               | 156   | 7,39 / 100,00   | 4,63  |
|                         | Partido Social Democrata                        | 112   | 5,30 / 100,00   | -     |
|                         | CDS – Partido Popular                           | 60    | 2,84 / 100,00   | -     |
|                         | Partido Comunista dos Trabalhadores Portugueses | 54    | 2,56 / 100,00   | 0,36  |
|                         | Pessoas–Animais–Natureza                        | 44    | 2,08 / 100,00   | 1,63  |
|                         | Outros (com menos de 1,00%)                     | 70    | 3,31 / 100,00   |       |
| Votos Inválidos         | Votos Inválidos                                 | 110   | 5,20 / 100,00   | 0,50  |
| Total                   | Total                                           | 2 112 | 100,00 / 100,00 |       |
| Eleitorado/Participação | Eleitorado/Participação                         | 6 039 | 34,97 / 100,00  | 4,37  |

| Freguesia                 | %     | %     | %     | %     | %    | %    | %    | Votantes |
| Freguesia                 | PS    | CDU   | BE    | PSD   | CDS  | PCTP | PAN  | Votantes |
| ------------------------- | ----- | ----- | ----- | ----- | ---- | ---- | ---- | -------- |
| Alcaria Ruiva             | 45,28 | 29,72 | 2,83  | 5,19  | 6,13 | 4,25 | 1,89 | 212      |
| Corte do Pinto            | 49,58 | 27,08 | 8,75  | 4,58  | 0,42 | 2,50 | 0,42 | 240      |
| Espírito Santo            | 46,32 | 27,37 | 4,21  | 5,26  | 4,21 | 6,32 | 1,05 | 95       |
| Mértola                   | 41,23 | 27,93 | 10,40 | 5,20  | 2,78 | 1,57 | 1,93 | 827      |
| São Miguel do Pinheiro    | 50,15 | 25,22 | 5,04  | 4,15  | 2,08 | 2,97 | 2,08 | 337      |
| Santana de Cambas         | 35,17 | 27,97 | 5,51  | 10,17 | 2,97 | 2,12 | 2,97 | 236      |
| São João dos Caldeireiros | 30,91 | 40,61 | 5,45  | 2,42  | 3,03 | 3,03 | 4,85 | 165      |
| Mértola                   | 42,76 | 28,55 | 7,39  | 5,30  | 2,84 | 2,56 | 2,08 | 2 112    |

### Moura
| Partido                 | Partido                                         | Votos  | %               | +/-   |
| ----------------------- | ----------------------------------------------- | ------ | --------------- | ----- |
|                         | Partido Socialista                              | 1 045  | 39,27 / 100,00  | 2,34  |
|                         | Coligação Democrática Unitária                  | 641    | 24,09 / 100,00  | 10,29 |
|                         | Partido Social Democrata                        | 232    | 8,72 / 100,00   | -     |
|                         | Bloco de Esquerda                               | 185    | 6,95 / 100,00   | 4,51  |
|                         | CDS – Partido Popular                           | 129    | 4,85 / 100,00   | -     |
|                         | Partido Comunista dos Trabalhadores Portugueses | 92     | 3,46 / 100,00   | 0,22  |
|                         | Basta!                                          | 89     | 3,34 / 100,00   | 2,89  |
|                         | Pessoas–Animais–Natureza                        | 46     | 1,73 / 100,00   | 1,22  |
|                         | Outros (com menos de 1,00%)                     | 89     | 3,34 / 100,00   |       |
| Votos Inválidos         | Votos Inválidos                                 | 113    | 4,25 / 100,00   | 0,10  |
| Total                   | Total                                           | 2 661  | 100,00 / 100,00 |       |
| Eleitorado/Participação | Eleitorado/Participação                         | 12 301 | 21,63 / 100,00  | 5,08  |

| Freguesia                                         | %     | %     | %     | %    | %    | %    | %    | %    | Votantes |
| Freguesia                                         | PS    | CDU   | PSD   | BE   | CDS  | PCTP | B!   | PAN  | Votantes |
| ------------------------------------------------- | ----- | ----- | ----- | ---- | ---- | ---- | ---- | ---- | -------- |
| Amareleja                                         | 35,58 | 31,95 | 6,75  | 4,68 | 3,12 | 3,38 | 3,90 | 1,56 | 385      |
| Póvoa de São Miguel                               | 53,78 | 11,76 | 13,45 | 4,20 | 4,20 | 2,52 | 0,84 | 0    | 119      |
| Safara e Santo Aleixo da Restauração              | 48,87 | 24,58 | 7,34  | 2,82 | 3,39 | 6,21 | 1,69 | 0    | 354      |
| Santo Agostinho e São João Batista e Santo Amador | 37,52 | 21,40 | 9,69  | 8,95 | 5,76 | 2,76 | 3,62 | 2,39 | 1 631    |
| Sobral da Adiça                                   | 34,30 | 39,53 | 3,49  | 3,49 | 3,49 | 5,23 | 4,65 | 0,58 | 172      |
| Moura                                             | 39,27 | 24,09 | 8,72  | 6,95 | 4,85 | 3,46 | 3,34 | 1,73 | 2 661    |

### Odemira
| Partido                 | Partido                                         | Votos  | %               | +/-  |
| ----------------------- | ----------------------------------------------- | ------ | --------------- | ---- |
|                         | Partido Socialista                              | 2 603  | 39,36 / 100,00  | 3,70 |
|                         | Coligação Democrática Unitária                  | 1 118  | 16,90 / 100,00  | 9,88 |
|                         | Bloco de Esquerda                               | 674    | 10,19 / 100,00  | 6,02 |
|                         | Partido Social Democrata                        | 644    | 9,74 / 100,00   | -    |
|                         | Pessoas–Animais–Natureza                        | 261    | 3,95 / 100,00   | 2,41 |
|                         | CDS – Partido Popular                           | 207    | 3,13 / 100,00   | -    |
|                         | Partido Comunista dos Trabalhadores Portugueses | 146    | 2,21 / 100,00   | 1,64 |
|                         | Basta!                                          | 109    | 1,65 / 100,00   | 0,95 |
|                         | LIVRE                                           | 103    | 1,56 / 100,00   | 0,32 |
|                         | Aliança                                         | 70     | 1,06 / 100,00   | Novo |
|                         | Outros (com menos de 1,00%)                     | 195    | 2,94 / 100,00   |      |
| Votos Inválidos         | Votos Inválidos                                 | 484    | 7,31 / 100,00   | 1,00 |
| Total                   | Total                                           | 6 614  | 100,00 / 100,00 |      |
| Eleitorado/Participação | Eleitorado/Participação                         | 20 181 | 32,77 / 100,00  | 4,05 |

| Freguesia                  | %     | %     | %     | %     | %    | %    | %    | %    | %    | %    | Votantes |
| Freguesia                  | PS    | CDU   | BE    | PSD   | PAN  | CDS  | PCTP | B!   | L    | A    | Votantes |
| -------------------------- | ----- | ----- | ----- | ----- | ---- | ---- | ---- | ---- | ---- | ---- | -------- |
| Boavista dos Pinheiros     | 42,48 | 17,43 | 13,73 | 6,10  | 5,23 | 2,18 | 1,53 | 1,53 | 1,09 | 0    | 459      |
| Colos                      | 41,72 | 16,89 | 11,92 | 9,27  | 2,32 | 1,66 | 2,98 | 0    | 0,66 | 0,33 | 302      |
| Longueira / Almograve      | 35,58 | 9,36  | 9,36  | 13,86 | 5,24 | 4,87 | 0,37 | 1,50 | 0,75 | 2,25 | 267      |
| Luzianes-Gare              | 29,41 | 44,54 | 3,36  | 5,88  | 3,36 | 1,68 | 4,20 | 0    | 0,84 | 0    | 119      |
| Relíquias                  | 44,55 | 26,73 | 9,41  | 2,48  | 2,48 | 1,49 | 3,47 | 0    | 0,99 | 0,50 | 202      |
| Saboia                     | 54,04 | 8,94  | 11,49 | 11,91 | 1,70 | 2,98 | 0,85 | 0,43 | 0,43 | 0    | 235      |
| Santa Clara-a-Velha        | 50,96 | 11,88 | 4,60  | 11,88 | 3,83 | 0,38 | 2,68 | 0,38 | 0,38 | 0    | 261      |
| São Luís                   | 38,55 | 21,23 | 8,57  | 12,10 | 2,98 | 2,42 | 2,05 | 2,23 | 0,93 | 0,37 | 537      |
| São Martinho das Amoreiras | 51,90 | 13,84 | 4,50  | 10,03 | 3,11 | 2,42 | 1,73 | 1,04 | 0,69 | 0,69 | 289      |
| São Salvador e Santa Maria | 32,81 | 21,61 | 10,41 | 10,19 | 4,03 | 3,25 | 2,80 | 1,34 | 1,90 | 1,79 | 893      |
| São Teotónio               | 41,58 | 13,53 | 10,60 | 7,92  | 3,80 | 3,80 | 2,49 | 2,00 | 2,06 | 1,37 | 1 604    |
| Vale de Santiago           | 37,17 | 27,63 | 5,59  | 7,24  | 3,29 | 2,63 | 2,96 | 1,97 | 2,96 | 1,32 | 304      |
| Vila Nova de Milfontes     | 32,57 | 13,57 | 13,05 | 12,78 | 5,34 | 4,20 | 1,58 | 2,71 | 2,01 | 1,40 | 1 142    |
| Odemira                    | 39,36 | 16,90 | 10,19 | 9,74  | 3,95 | 3,13 | 2,21 | 1,65 | 1,56 | 1,06 | 6 614    |

### Ourique
| Partido                 | Partido                                         | Votos | %               | +/-  |
| ----------------------- | ----------------------------------------------- | ----- | --------------- | ---- |
|                         | Partido Socialista                              | 517   | 37,88 / 100,00  | 4,02 |
|                         | Partido Social Democrata                        | 299   | 21,90 / 100,00  | -    |
|                         | Coligação Democrática Unitária                  | 196   | 14,36 / 100,00  | 5,59 |
|                         | Bloco de Esquerda                               | 87    | 6,37 / 100,00   | 4,81 |
|                         | CDS – Partido Popular                           | 43    | 3,15 / 100,00   | -    |
|                         | Pessoas–Animais–Natureza                        | 33    | 2,42 / 100,00   | 1,17 |
|                         | Basta!                                          | 30    | 2,20 / 100,00   | 1,76 |
|                         | Aliança                                         | 15    | 1,10 / 100,00   | Novo |
|                         | LIVRE                                           | 15    | 1,10 / 100,00   | 0,10 |
|                         | Partido Comunista dos Trabalhadores Portugueses | 15    | 1,10 / 100,00   | 1,84 |
|                         | Outros (com menos de 1,00%)                     | 34    | 2,49 / 100,00   |      |
| Votos Inválidos         | Votos Inválidos                                 | 81    | 5,93 / 100,00   | 0,77 |
| Total                   | Total                                           | 1 365 | 100,00 / 100,00 |      |
| Eleitorado/Participação | Eleitorado/Participação                         | 4 394 | 31,07 / 100,00  | 2,52 |

| Freguesia            | %     | %     | %     | %    | %    | %    | %    | %    | %    | %    | Votantes |
| Freguesia            | PS    | PSD   | CDU   | BE   | CDS  | PAN  | B!   | A    | L    | PCTP | Votantes |
| -------------------- | ----- | ----- | ----- | ---- | ---- | ---- | ---- | ---- | ---- | ---- | -------- |
| Garvão e Santa Luzia | 37,87 | 18,01 | 20,96 | 6,25 | 2,21 | 2,94 | 1,84 | 0,37 | 0,74 | 0,37 | 272      |
| Ourique              | 36,63 | 23,34 | 12,16 | 6,93 | 3,25 | 2,55 | 3,25 | 1,56 | 1,56 | 0,85 | 707      |
| Panoias e Conceição  | 42,40 | 11,98 | 20,74 | 5,07 | 4,15 | 1,38 | 0,46 | 0,46 | 0,92 | 3,69 | 217      |
| Santana da Serra     | 37,28 | 34,91 | 4,73  | 5,92 | 2,96 | 2,37 | 0,59 | 1,18 | 0    | 0    | 169      |
| Ourique              | 37,88 | 21,90 | 14,36 | 6,37 | 3,15 | 2,42 | 2,20 | 1,10 | 1,10 | 1,10 | 1 365    |

### Serpa
| Partido                 | Partido                                         | Votos  | %               | +/-  |
| ----------------------- | ----------------------------------------------- | ------ | --------------- | ---- |
|                         | Coligação Democrática Unitária                  | 1 659  | 39,02 / 100,00  | 9,96 |
|                         | Partido Socialista                              | 1 253  | 29,47 / 100,00  | 2,38 |
|                         | Partido Social Democrata                        | 297    | 6,98 / 100,00   | -    |
|                         | Bloco de Esquerda                               | 287    | 6,75 / 100,00   | 3,73 |
|                         | CDS – Partido Popular                           | 145    | 3,41 / 100,00   | -    |
|                         | Pessoas–Animais–Natureza                        | 103    | 2,42 / 100,00   | 1,68 |
|                         | Basta!                                          | 95     | 2,23 / 100,00   | 1,79 |
|                         | Partido Comunista dos Trabalhadores Portugueses | 89     | 2,09 / 100,00   | 0,21 |
|                         | Outros (com menos de 1,00%)                     | 122    | 2,87 / 100,00   |      |
| Votos Inválidos         | Votos Inválidos                                 | 202    | 4,75 / 100,00   | 0,47 |
| Total                   | Total                                           | 4 252  | 100,00 / 100,00 |      |
| Eleitorado/Participação | Eleitorado/Participação                         | 12 795 | 33,23 / 100,00  | 3,03 |

| Freguesia                              | %     | %     | %     | %     | %    | %    | %    | %    | Votantes |
| Freguesia                              | CDU   | PS    | PSD   | BE    | CDS  | PAN  | B!   | PCTP | Votantes |
| -------------------------------------- | ----- | ----- | ----- | ----- | ---- | ---- | ---- | ---- | -------- |
| Brinches                               | 36,73 | 37,14 | 5,31  | 6,12  | 3,67 | 0,82 | 0,82 | 4,49 | 245      |
| Pias                                   | 57,31 | 19,98 | 3,15  | 5,26  | 1,79 | 2,10 | 2,10 | 2,94 | 951      |
| Serpa (Salvador e Santa Maria)         | 22,19 | 33,25 | 10,41 | 10,41 | 5,53 | 3,38 | 2,99 | 1,24 | 1 537    |
| Vila Nova de São Bento e Vale de Vargo | 49,48 | 25,45 | 6,84  | 4,08  | 2,28 | 1,71 | 1,80 | 1,99 | 1 053    |
| Vila Verde de Ficalho                  | 34,76 | 41,42 | 4,72  | 4,08  | 2,15 | 2,36 | 1,72 | 2,15 | 466      |
| Serpa                                  | 39,02 | 29,47 | 6,98  | 6,75  | 3,41 | 2,42 | 2,23 | 2,09 | 4 252    |

### Vidigueira
| Partido                 | Partido                                         | Votos | %               | +/-  |
| ----------------------- | ----------------------------------------------- | ----- | --------------- | ---- |
|                         | Partido Socialista                              | 556   | 37,85 / 100,00  | 2,57 |
|                         | Coligação Democrática Unitária                  | 414   | 28,18 / 100,00  | 7,47 |
|                         | Bloco de Esquerda                               | 109   | 7,42 / 100,00   | 5,03 |
|                         | Partido Social Democrata                        | 106   | 7,22 / 100,00   | -    |
|                         | CDS – Partido Popular                           | 43    | 2,93 / 100,00   | -    |
|                         | Pessoas–Animais–Natureza                        | 31    | 2,11 / 100,00   | 1,37 |
|                         | Basta!                                          | 31    | 2,11 / 100,00   | 1,63 |
|                         | Partido Comunista dos Trabalhadores Portugueses | 31    | 2,11 / 100,00   | 1,29 |
|                         | LIVRE                                           | 19    | 1,29 / 100,00   | 0,30 |
|                         | Outros (com menos de 1,00%)                     | 41    | 2,79 / 100,00   |      |
| Votos Inválidos         | Votos Inválidos                                 | 88    | 5,99 / 100,00   | 0,31 |
| Total                   | Total                                           | 1 469 | 100,00 / 100,00 |      |
| Eleitorado/Participação | Eleitorado/Participação                         | 4 746 | 30,95 / 100,00  | 6,59 |

| Freguesia      | %     | %     | %    | %     | %    | %    | %    | %    | %    | Votantes |
| Freguesia      | PS    | CDU   | BE   | PSD   | CDS  | PAN  | B!   | PCTP | L    | Votantes |
| -------------- | ----- | ----- | ---- | ----- | ---- | ---- | ---- | ---- | ---- | -------- |
| Pedrógão       | 32,03 | 46,08 | 6,54 | 2,61  | 0,65 | 1,31 | 1,63 | 3,92 | 0,33 | 306      |
| Selmes         | 48,61 | 26,39 | 7,87 | 2,31  | 0,93 | 2,31 | 0    | 2,31 | 2,78 | 216      |
| Vidigueira     | 36,87 | 19,32 | 7,67 | 11,36 | 4,42 | 2,95 | 3,54 | 1,47 | 1,03 | 678      |
| Vila de Frades | 38,29 | 31,60 | 7,43 | 5,95  | 3,35 | 0,74 | 0,74 | 1,49 | 1,86 | 269      |
| Vidigueira     | 37,85 | 28,18 | 7,42 | 7,22  | 2,93 | 2,11 | 2,11 | 2,11 | 1,29 | 1 469    |